# Nanganga
Nanganga è una circoscrizione rurale (rural ward) della Tanzania situata nel distretto di Ruangwa, regione di Lindi. Conta una popolazione di 4 959 abitanti (censimento 2012).